# Nickelodeon (Francia)
Nickelodeon es un canal de televisión por suscripción francés de origen estadounidense, propiedad de Paramount Skydance Corporation y operado por Paramount Networks EMEAA, versión local de la cadena infantil estadounidense Nickelodeon en Francia, así como en otros países de habla francesa como Suiza, Bélgica, Luxemburgo, Mónaco, Líbano y la África Francófona. La cadena tiene dos redes hermanas, Nickelodeon Junior y Nickelodeon Teen.
Esta señal se identifica únicamente como "Nickelodeon" en las regiones francófonas, es decir, la abreviación común "Nick" que se utiliza en todas las otras señales no se utiliza,  debido a que "Nick" suena similar al vulgarismo francés niquer.

## Historia
La variante francesa de Nickelodeon fue anunciada durante 2005, y fue lanzada oficialmente el 16 de noviembre de ese mismo año. El canal hizo una solicitud para transmitir en la televisión digital terrestre francesa, pero fue rechazada por la CSA a favor de Gulli, un canal estatal orientado a los niños. Obtiene ingresos a través de la publicidad y la venta de productos. En aquel momento, su valor de mercado era de 300 millones de euros.  
Según una investigación realizada por ConsoJunior en 2006, Nickelodeon Francia fue el canal más visto entre los niños de entre 4 y 14 años. Durante este tiempo, el canal estrenó nuevos programas como SpongeBob SquarePants, Avatar: the Last Airbender y Dora the Explorer.  
Durante el primer semestre de 2007, Nickelodeon aumentó su índice de audiencia en un 113% durante un año. Debido a esto, algunas celebridades francesas como Matt Pokora comenzaron a aparecer en el canal como presentadores.
El 26 de enero de 2010, Nickelodeon Francia cambió al nuevo logotipo estrenado en Estados Unidos el año anterior y cambió su paquete gráfico. Ese mismo día se lanzó el canal de preescolar Nickelodeon Junior. En noviembre de ese mismo año, la señal celebró su quinto aniversario. El 20 de septiembre de 2011, cambió su relación de aspecto de 4:3 a 16:9. En mayo de 2013, Nickelodeon anunció el lanzamiento de 2 nuevos videojuegos de Dora the Explorer, en asociación con 2K Games.
El 19 de noviembre de 2014 se lanzó Nickelodeon 4Teen, con una programación centrada en series para adolescentes. Cambió su nombre a Nickelodeon Teen en 2017.
El 22 de septiembre de 2015, se lanzó Nickelodeon en HD.
En marzo de 2016, fue lanzado Nickelodeon +1, señal con la programación una hora adelantado, reemplazando a MTV +1.
En 2019, los canales de Nickelodeon (juntos a MTV, J-One y MTV Hits) se lanzaron en las ofertas de los proveedores de servicios de Internet, poniendo fin a la exclusividad que poseía con Canal+ (excluidas las redes de cable). El canal se añadió a todas las redes de SFR el 11 de abril de 2019, a Free el 19 de noviembre de 2019, a la plataforma OTT Molotov TV el 28 de noviembre de 2019,a Bouygues Telecom el 28 de enero de 2020 y a Orange el 9 de julio de 2020.
En enero de 2021, Nickelodeon, J-One y Comedy Central se agregaron a las señales My.t de Mauritius Telecom.
Desde el 29 de agosto de 2022, el canal pasó a ser sin texto, y empezó a sustituir los créditos finales por versiones cortas que aparecen al final del programa, con el nombre del programa, el año de producción y la productora, pero que, a diferencia de otras versiones del canal, presentan los créditos de doblaje del programa. A pesar de todos estos cambios, siguen mostrando los textos localizados del programa.
En noviembre de 2024, los canales Nickelodeon (también MTV y J-One) fueron retirados del paquete básico de Free, que ya no los distribuye. Sin embargo, siguen incluidos a través de los paquetes TV by Canal incluidos en muchos ofertas Freebox.

## Canales hermanos

### Nickelodeon Junior

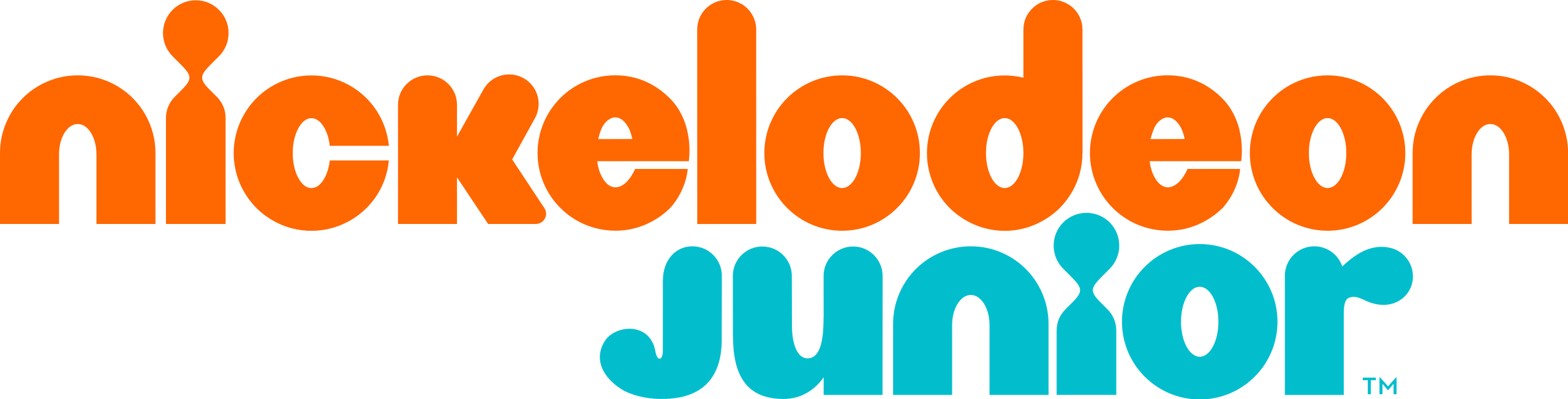
Logotipo de Nickelodeon Junior.

Nickelodeon Junior es un canal enfocado al público preescolar, cuya contenido fuera precedamente parte dentro de Nickelodeon. Ahora en un canal de televisión digital independiente las 24 horas del día. Al igual que Nickelodeon, esta señal se identifica como Nickelodeon Junior y no como Nick Jr. usado en el resto del mundo debido a su similitud con un vulgarismo francés.

### Nickelodeon Teen
Nickelodeon 4Teen fue estrenado el 19 de noviembre de 2014, transmitiendo en HD y enfocándose en programas de acción real para una audiencia femenina.
El 26 de agosto de 2017, el canal fue renombrado como Nickelodeon Teen.
El 15 de julio de 2025, el canal fue reemplazado por una versión francesa de Nicktoons.

### N-Toons

Logotipo oficial.

N-toons era un bloque de la cadena francesa Canal J. El 1 de noviembre de 2005 finalizó el bloque.
En 2012, un bloque llamado N-Toons fue estrenado en Nickelodeon, estrenando programas de animación, similar a Nicktoons.